# پی‌اس‌آر بی۱۸۲۸–۱۰
پی‌اس‌آر بی۱۸۲۸–۱۰ یک ستاره است که در صورت فلکی سپر قرار دارد.